# برزل‌آباد

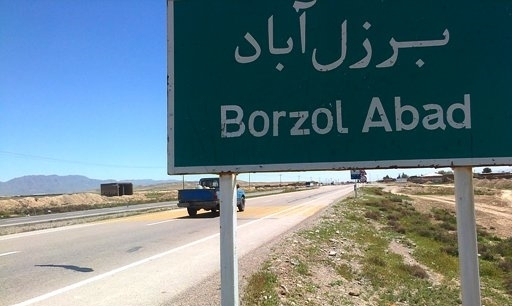
تابلو ورودی روستای برزل آباد

 برزُل آباد  روستایی است از توابع دهستان حومه ، بخش مرکزی ، شهرستان شیروان که در فاصله ۱۶ کیلومتری شرق شیروان قرار دارد. 

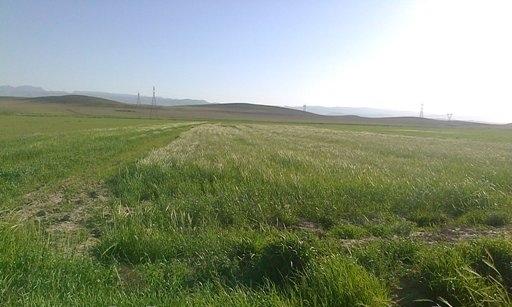
زمین‌های کشاورزی روستای برزل آباد

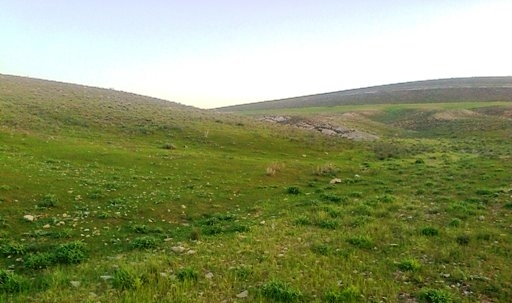
تپه‌های روستای برزل آباد

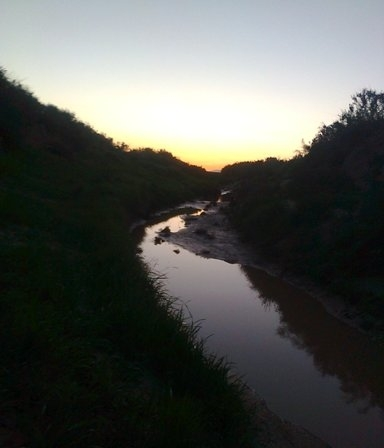
رودخانه اترک روستای برزل آباد

## جمعیت
این روستا دارای ۱۶۵ خانوار ۷۵۳ نفر جمعیت است. 
مردم روستای برزُل آباد به زبان فارسی (زبان تاتی) صحبت می‌کنند.

## وجه تسمیه
از نظر وجه تسمیه، برزُل به مرد ستبر معنی شده‌ است.
برزُل آباد را برگرفته نام فردی بزرگ و قوی به نام برزو دانسته‌اند که این نظریه نیز در مورد اصالت اصلی روستای برزلی که در برگرفته از برزو که به آوای برزُل آباد تبدیل شده‌ است. 
- برزلی آباد borzoli abad – یا برزو آباد borzo abad
- برزل آباد borzolabad

## آثار باستانی
- گمرک تپه مربوط به سده‌های ۱ تا ۵ ه‍.ق است.
- تپه برزل آباد مربوط به هزاره اول قبل از میلاد است.

## محصولات
محصولات عمده شامل گندم، جو، چغندر قند و کشمش و فراورده‌های دامی است. یکی از مشاغل عمدهٔ روستاییان تولید آجر است، این روستا دارای چندین کوره آجرپزی سنتی و یک واحد کوره آجرپزی فشاری است. 